# Hospice Saint-Charles-de-Borromée
L’Hospice Saint-Charles de Borromée a aujourd’hui disparu du centre de Froidmont (Tournai). Par le passé il pouvait accueillir jusqu’à 650 malades et il fut un centre reconnu en matière de thérapie psychiatrique pour la Belgique qui de 1890 à 1917 admit 6705 patients.

## Localisation
Située au sud-ouest de Tournai, l'ancienne commune de Froidmont s'étend sur 495 hectares. Les terres de Froidmont sont devenues propriété de l'abbaye de Saint-Amand à la fin du Xe siècle. Elles auraient été données vers 950 par Liétarde, mère de Leudric, prévôt de l'abbaye de Saint-Amand. Le pape Pascal II confirma la possession de l'autel de ce lieu à l'abbaye par sa bulle de 1107.

## Histoire
En 1675, le curé de Froidmont, Gaspard Devleeschouwer, fonde une maison pieuse sous le nom de "Frères de la charité de St-Charles Borromée". Le curé de la paroisse  s’associe avec quelques ouvriers de la campagne pour former une congrégation qui avait pour but d’instruire gratuitement la jeunesse du village, d’enseigner les métiers aux garçons et de visiter les malades. Puis cette congrégation s’occupa des aliénés mentaux. Certains surnommaient irrespectueusement cette institution "le couvent des sots". Les statuts sont approuvés en 1686 par l'évêque de Tournai, Gilbert de Choiseul.

En 1766, l’indiscipline règne, l’évêque critique la gestion de l’institution tant du point de vue spirituel que temporel et la congrégation est expulsée. Une nouvelle maison, l’hospice Saint-Charles, est alors fondée pour accueillir des aliénés placés sur ordre du juge. L'établissement est alors placé sous la tutelle du gouvernement central. Il survit à la Révolution française et sera confié en 1819 aux Frères de la Charité de Gand qui en seront les administrateurs jusqu'en 1884 époque à laquelle, les autorités communales décident de la fermeture de l'asile. Les frères sont alors chassés avec leurs pensionnaires et ils ouvrent l’asile de Tournai qui venait d’être construit sur l’emplacement de la citadelle Par un arrêté royal du 19 août 1890, les frères reviennent à Froidmont et ouvrent à nouveau sous le nom d'hospice Saint-Charles Borromée. 

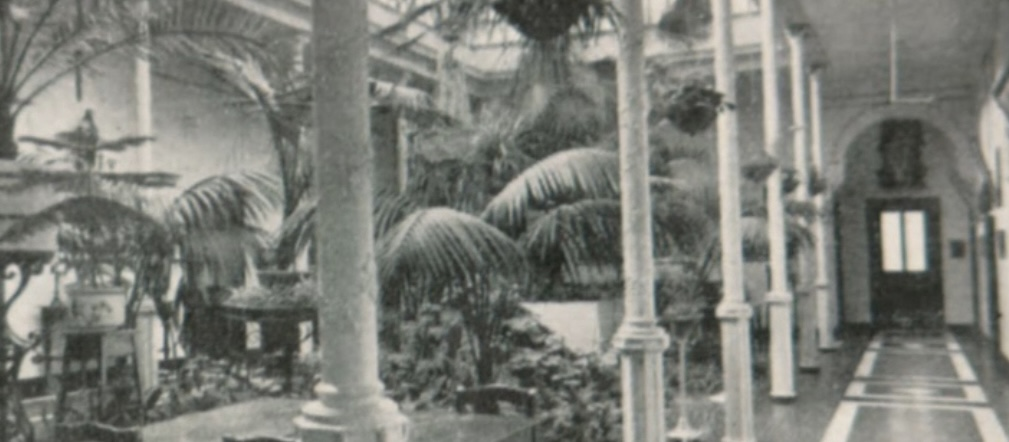
Intérieur de l'Hospice St Charles

Au début du XXe siècle, le docteur Arthur Deroubaix devient médecin en chef de l'asile Saint-Charles. Les collègues de ce dernier ayant reconnu sa compétence exceptionnelle l'élisent Président de la Société de Médecine mentale de Belgique.

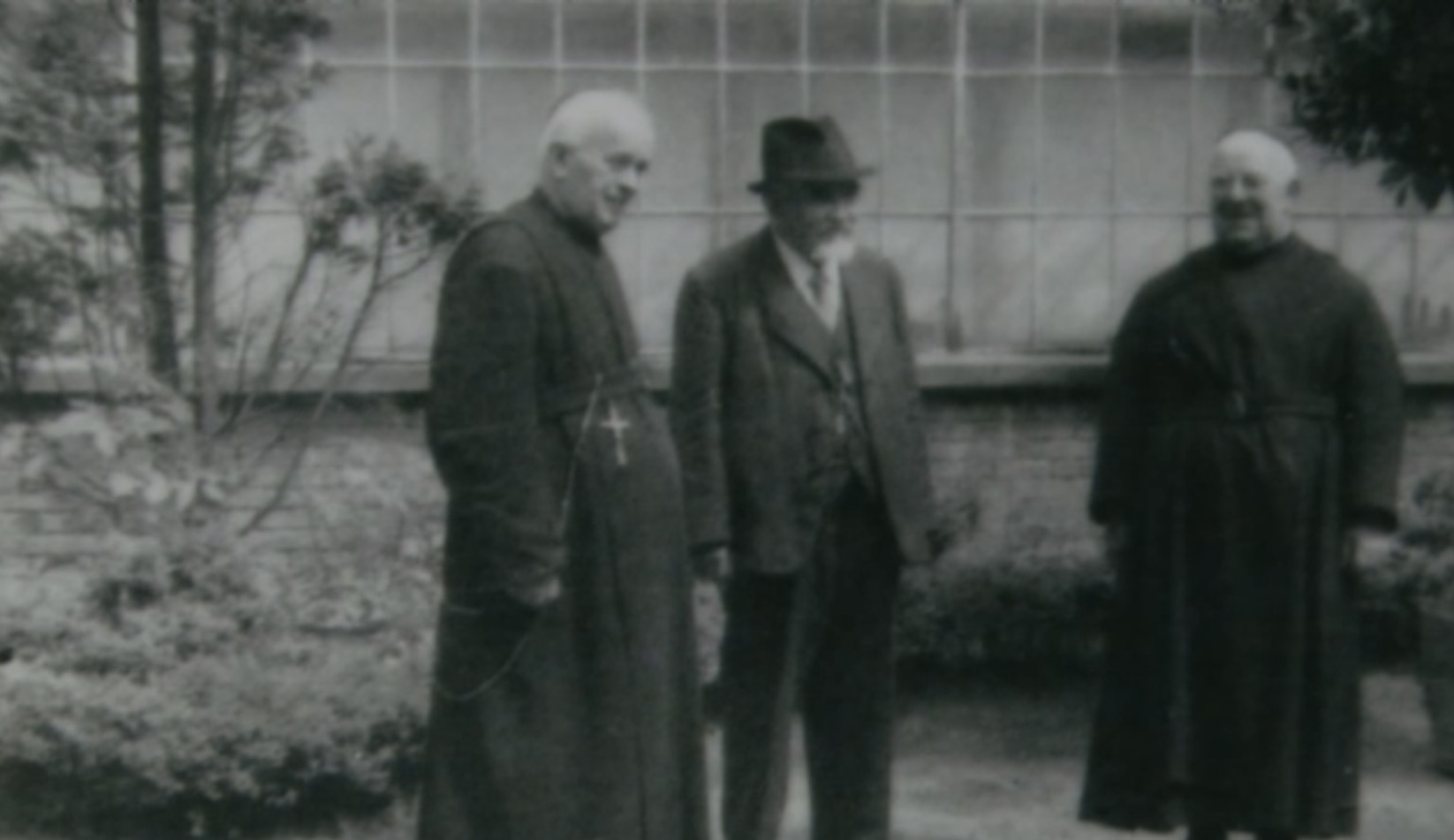
Docteur Deroubaix et deux frères

Les bâtiments ont souffert durant la première guerre mondiale, quand le 20 octobre 1918 les allemands ordonnèrent à la population de se retirer à Tournai, de nombreux villageois choisirent de s'y refugier. Ce n'est qu'après 4 jours d'un intense bombardement de l'armée britanniques que le village fut libéré et évacué. L'Hospice, et le presbytère furent durement touchés par les opérations militaires mais il se releva encore une fois, permettant en 1920 aux frères de la Charité de Froidmont de fêter le centenaire de leur installation.
En 1946, les bâtiments sont en très mauvais état. En 1957, les bâtiments sont mis en vente pour 700 000 F. L’État les rachète pour les restaurer afin de décharger l’hospice de Tournai d’une partie de ses pensionnaires. Mais l’argent manque et les travaux sont arrêtés. En 1965, un entrepreneur rachète le domaine en ruine avec l’intention de le raser et d’y construire 42 maisons. La démolition commença en 1971. De l’asile, il ne reste que quelques murs d’enceinte et la maison du médecin directeur, le Manoir du Bois Rouge, Rue Delannay. Ce monument est à l'Inventaire Régional du Patrimoine pour son intérêt architectural, de style néo-classique au milieu d'un faste jardin. Il est à noter que la rue porte le nom du Docteur Elie Delannay, médecin en chef en 1900 et conseiller provincial.

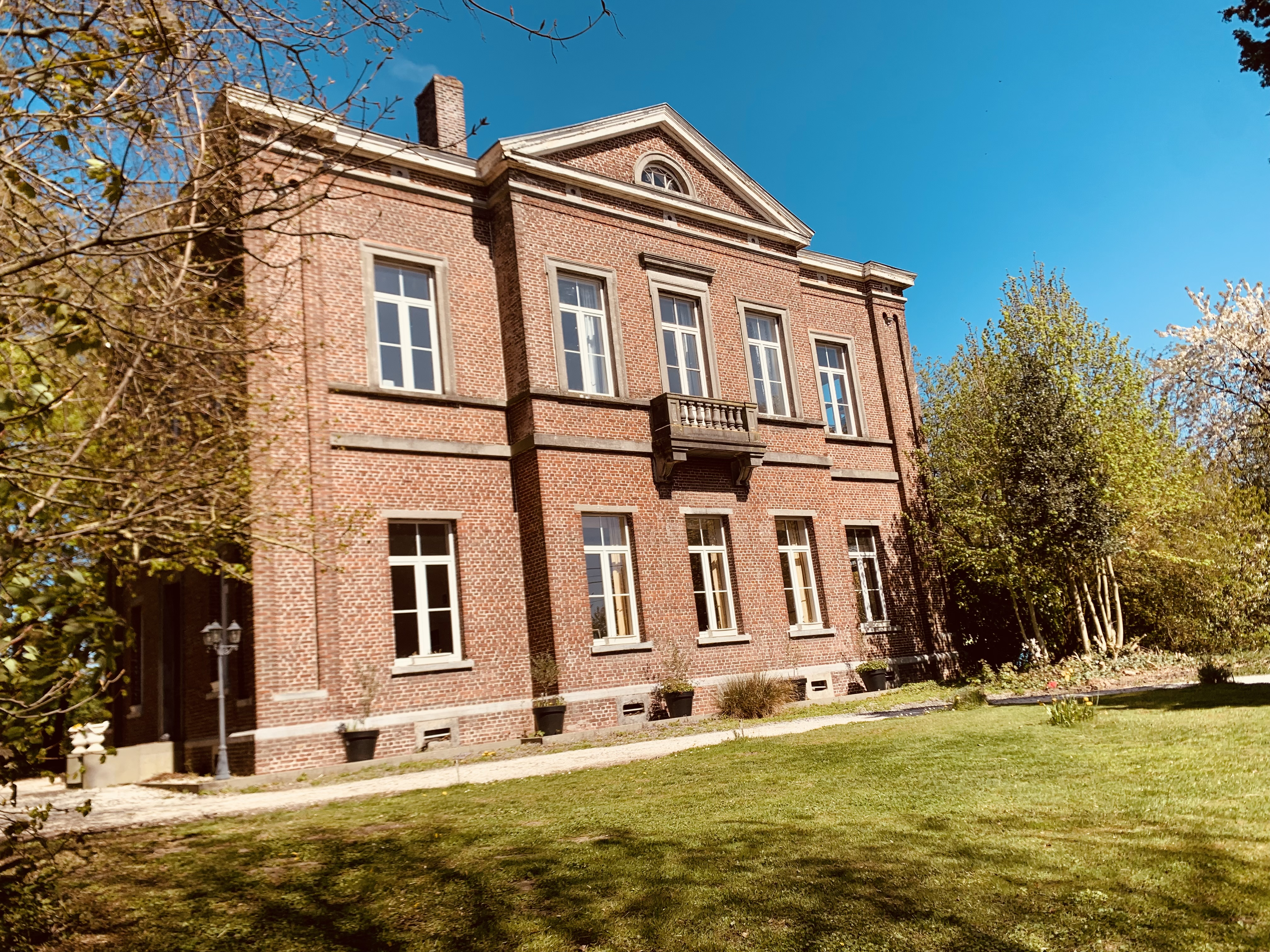
Manoir du Bois Rouge à Tournai (Froidmont)